# هاینی مولر (بازیکن فوتبال، زاده ۱۹۳۴)
هاینی مولر (انگلیسی: Heini Müller؛ زادهٔ ۱۸ فوریهٔ ۱۹۳۴) بازیکن فوتبال اهل آلمان است.
از باشگاه‌هایی که در آن بازی کرده‌است می‌توان به باشگاه فوتبال نورنبرگ اشاره کرد.